# Caribbean Cup 2007
De Caribbean Cup 2007 was de 14e editie van het internationale voetbaltoernooi voor de leden van de Caraïbische Voetbalunie (CFU). Het toernooi werd van 12 januari tot en met 23 januari 2007 gehouden in Trinidad en Tobago. Haïti won voor 1e keer dit toernooi. Voordat het toernooi van start ging konden landen zich kwalificeren door een kwalificatietoernooi. Dat startte in september 2006. Dat kwalificatietoernooi werd gespeeld in 2 rondes. De Caribbean Cup 2007 gold ook als kwalificatietoernooi voor de CONCACAF Gold Cup 2007. De nummers 1 tot en met 4 plaatsen zich rechtstreeks.

## Deelnemers
| Ronde                                          | Landen | Aantal |
| ---------------------------------------------- | --- | ------ |
| Starten in de Kwalificatie – Eerste Groepsfase | Groep A - Guyana - Suriname - Grenada - Nederlandse Antillen Groep B - Barbados - Antigua en Barbuda - Saint Kitts en Nevis - Anguilla Groep C - Bermuda - Dominicaanse Republiek - Amerikaanse Maagdeneilanden - Britse Maagdeneilanden Groep D - Haïti - Saint Vincent en de Grenadines - Jamaica - Saint Lucia Groep E - Cuba - Bahama's - Kaaimaneilanden - Turks- en Caicoseilanden Groep F - Guadeloupe - Martinique - Sint-Maarten - Dominica | 24     |
| Start in Finalegroep                           | - Trinidad en Tobago (Gastland) | 1      |

## Kwalificatie – Eerste Groepsfase

### Groep A
| Team                 | Pts | Pld | W | D | L | GF | GA | GD  |
| -------------------- | --- | --- | - | - | - | -- | -- | --- |
| Guyana               | 9   | 3   | 3 | 0 | 0 | 11 | 0  | +11 |
| Suriname             | 6   | 3   | 2 | 0 | 1 | 2  | 5  | −3  |
| Grenada              | 1   | 3   | 0 | 1 | 2 | 1  | 3  | −2  |
| Nederlandse Antillen | 1   | 3   | 0 | 1 | 2 | 1  | 7  | −6  |

|                  |          |                                                        |        |                                                                                     |
| 6 september 2006 | Suriname | 0 – 5                                                  | Guyana | Ergilio Hatostadion Willemstad, Nederlandse Antillen Scheidsrechter: Rudolph Angela |
| 6 september 2006 |          | Richardson 4' Codrington 15' 73' Jerome 42' Abrams 90' |        | Ergilio Hatostadion Willemstad, Nederlandse Antillen Scheidsrechter: Rudolph Angela |

|                  |                      |       |            |                                                                                     |
| 6 september 2006 | Nederlandse Antillen | 1 – 1 | Grenada    | Ergilio Hatostadion Willemstad, Nederlandse Antillen Scheidsrechter: Willy Minyetty |
| 6 september 2006 | Maria 1'             |       | Rennie 52' | Ergilio Hatostadion Willemstad, Nederlandse Antillen Scheidsrechter: Willy Minyetty |

|                  |              |       |         |                                                                                |
| 8 september 2006 | Suriname     | 1 – 0 | Grenada | Ergilio Hatostadion Willemstad, Nederlandse Antillen Scheidsrechter: Lee Davis |
| 8 september 2006 | Kinsaine 35' |       |         | Ergilio Hatostadion Willemstad, Nederlandse Antillen Scheidsrechter: Lee Davis |

|                  |                      |                                                     |        |                                                                                  |
| 8 september 2006 | Nederlandse Antillen | 0 – 5                                               | Guyana | Ergilio Hatostadion Willemstad, Nederlandse Antillen Scheidsrechter: Felix Suazo |
| 8 september 2006 |                      | Codrington 35' 58' Bishop 64' Abrams 84' Jerome 89' |        | Ergilio Hatostadion Willemstad, Nederlandse Antillen Scheidsrechter: Felix Suazo |

|                   |         |            |        |                                                                                     |
| 10 september 2006 | Grenada | 0 – 1      | Guyana | Ergilio Hatostadion Willemstad, Nederlandse Antillen Scheidsrechter: Rudolph Angela |
| 10 september 2006 |         | Bishop 46' |        | Ergilio Hatostadion Willemstad, Nederlandse Antillen Scheidsrechter: Rudolph Angela |

|                   |                      |              |          |                                                                                  |
| 10 september 2006 | Nederlandse Antillen | 0 – 1        | Suriname | Ergilio Hatostadion Willemstad, Nederlandse Antillen Scheidsrechter: Felix Suazo |
| 10 september 2006 |                      | Grootfaam 4' |          | Ergilio Hatostadion Willemstad, Nederlandse Antillen Scheidsrechter: Felix Suazo |

### Groep B
| Team                 | Pts | Pld | W | D | L | GF | GA | GD  |
| -------------------- | --- | --- | - | - | - | -- | -- | --- |
| Barbados             | 7   | 3   | 2 | 1 | 0 | 11 | 3  | +8  |
| Antigua en Barbuda   | 6   | 3   | 2 | 0 | 1 | 7  | 6  | +1  |
| Saint Kitts en Nevis | 4   | 3   | 1 | 1 | 1 | 7  | 3  | +4  |
| Anguilla             | 0   | 3   | 0 | 0 | 3 | 5  | 18 | −13 |

|                   |           |       |                      |                                                                                              |
| 20 september 2006 | Barbados  | 1 – 1 | Saint Kitts en Nevis | Antigua Recreation Ground Saint John's, Antigua en Barbuda Scheidsrechter: Courtney Campbell |
| 20 september 2006 | Ifill 42' |       | Harris 60'           | Antigua Recreation Ground Saint John's, Antigua en Barbuda Scheidsrechter: Courtney Campbell |

|                   |                                                          |       |                                            |                                                                                              |
| 20 september 2006 | Antigua en Barbuda                                       | 5 – 3 | Anguilla                                   | Antigua Recreation Ground Saint John's, Antigua en Barbuda Scheidsrechter: Enrico Wijngaarde |
| 20 september 2006 | Byers 8' (pen.) 16' 71' (pen.) Thomas 29' Constant 90+2' |       | St. Hillaire 13' Assent 51' O'Connor 90+1' | Antigua Recreation Ground Saint John's, Antigua en Barbuda Scheidsrechter: Enrico Wijngaarde |

|                   |              |       |                                            |                                                                                            |
| 22 september 2006 | Anguilla     | 1 – 6 | Saint Kitts en Nevis                       | Antigua Recreation Ground Saint John's, Antigua en Barbuda Scheidsrechter: George Phillips |
| 22 september 2006 | O'Connor 20' |       | Isaac 14' 68' 79' Lake 30' 47' Francis 81' | Antigua Recreation Ground Saint John's, Antigua en Barbuda Scheidsrechter: George Phillips |

|                   |                    |       |                                      |                                                                                               |
| 22 september 2006 | Antigua en Barbuda | 1 – 3 | Barbados                             | Antigua Recreation Ground Saint John's, Antigua en Barbuda Scheidsrechter: Hillaren Frederick |
| 22 september 2006 | Byers 16'          |       | Williams 47' McCammon 56' Lovell 89' | Antigua Recreation Ground Saint John's, Antigua en Barbuda Scheidsrechter: Hillaren Frederick |

|                   |                    |       |                      |                                                                                             |
| 24 september 2006 | Antigua en Barbuda | 1 – 0 | Saint Kitts en Nevis | Antigua Recreation Ground Saint John's, Antigua en Barbuda Scheidsrechter: Enrico Wijngaard |
| 24 september 2006 | Constant 76'       |       |                      | Antigua Recreation Ground Saint John's, Antigua en Barbuda Scheidsrechter: Enrico Wijngaard |

|                   |                                                    |       |            |                                                                                              |
| 24 september 2006 | Barbados                                           | 7 – 1 | Anguilla   | Antigua Recreation Ground Saint John's, Antigua en Barbuda Scheidsrechter: Courtney Campbell |
| 24 september 2006 | McCammon 35' 50' 87' Ifill 40' 58' 84' Niblett 75' |       | Connor 48' | Antigua Recreation Ground Saint John's, Antigua en Barbuda Scheidsrechter: Courtney Campbell |

### Groep C
| Team                        | Pts | Pld | W | D | L | GF | GA | GD  |
| --------------------------- | --- | --- | - | - | - | -- | -- | --- |
| Bermuda                     | 9   | 3   | 3 | 0 | 0 | 12 | 1  | +11 |
| Dominicaanse Republiek      | 6   | 3   | 2 | 0 | 1 | 10 | 4  | +6  |
| Amerikaanse Maagdeneilanden | 3   | 3   | 1 | 0 | 2 | 4  | 12 | −8  |
| Britse Maagdeneilanden      | 0   | 3   | 0 | 0 | 3 | 0  | 9  | −9  |

|                   |                        |        |                        |                                                               |
| 27 september 2006 | Dominicaanse Republiek | 3 – 01 | Britse Maagdeneilanden | Lionel Roberts Park Saint Thomas, Amerikaanse Maagdeneilanden |
| 27 september 2006 |                        |        |                        | Lionel Roberts Park Saint Thomas, Amerikaanse Maagdeneilanden |

|                   |                             |                                                         |         | |
| 27 september 2006 | Amerikaanse Maagdeneilanden | 0 – 6                                                   | Bermuda | Lionel Roberts Park Saint Thomas, Amerikaanse Maagdeneilanden Toeschouwers: 150 Scheidsrechter: Royon Small |
| 27 september 2006 |                             | Steede 1' 36' Coddington 31' 54' Nusum 38' Jennings 89' |         | Lionel Roberts Park Saint Thomas, Amerikaanse Maagdeneilanden Toeschouwers: 150 Scheidsrechter: Royon Small |

|                   |                             |        |                        |                                                               |
| 29 september 2006 | Amerikaanse Maagdeneilanden | 3 – 01 | Britse Maagdeneilanden | Lionel Roberts Park Saint Thomas, Amerikaanse Maagdeneilanden |
| 29 september 2006 |                             |        |                        | Lionel Roberts Park Saint Thomas, Amerikaanse Maagdeneilanden |

|                   |                              |       |                        |                                                               |
| 29 september 2006 | Bermuda                      | 3 – 1 | Dominicaanse Republiek | Lionel Roberts Park Saint Thomas, Amerikaanse Maagdeneilanden |
| 29 september 2006 | Zuill 25' Cox 48' Steede 53' |       | Faña 85'               | Lionel Roberts Park Saint Thomas, Amerikaanse Maagdeneilanden |

|                |         |        |                        |                                                               |
| 1 oktober 2006 | Bermuda | 3 – 01 | Britse Maagdeneilanden | Lionel Roberts Park Saint Thomas, Amerikaanse Maagdeneilanden |
| 1 oktober 2006 |         |        |                        | Lionel Roberts Park Saint Thomas, Amerikaanse Maagdeneilanden |

|                |                             |       |                                                    | |
| 1 oktober 2006 | Amerikaanse Maagdeneilanden | 1 – 6 | Dominicaanse Republiek                             | Lionel Roberts Park Saint Thomas, Amerikaanse Maagdeneilanden Toeschouwers: 250 Scheidsrechter: Lee Travis |
| 1 oktober 2006 | Pierre 5'                   |       | Corporán 14' Faña 25' 55' 82' 87' K. Rodríguez 89' | Lionel Roberts Park Saint Thomas, Amerikaanse Maagdeneilanden Toeschouwers: 250 Scheidsrechter: Lee Travis |

1 Britse Maagdeneilanden trok zich terug, de tegenstanders wonnen hun wedstrijd daarom automatisch met 3–0.

### Groep D
| Team                           | Pts | Pld | W | D | L | GF | GA | GD  |
| ------------------------------ | --- | --- | - | - | - | -- | -- | --- |
| Haïti                          | 6   | 3   | 2 | 0 | 1 | 11 | 3  | +8  |
| Saint Vincent en de Grenadines | 6   | 3   | 2 | 0 | 1 | 10 | 5  | +5  |
| Jamaica                        | 6   | 3   | 2 | 0 | 1 | 7  | 2  | +5  |
| Saint Lucia                    | 0   | 3   | 0 | 0 | 3 | 1  | 19 | −18 |

|                   |                                                  |       |                                |                                                                                   |
| 27 september 2006 | Haïti                                            | 4 – 0 | Saint Vincent en de Grenadines | National Stadium Kingston, Jamaica Toeschouwers: 3.000 Scheidsrechter: Mark Forde |
| 27 september 2006 | Mayard 48' Fritzson 54' Pierre 79' Gracien 90+2' |       |                                | National Stadium Kingston, Jamaica Toeschouwers: 3.000 Scheidsrechter: Mark Forde |

|                   |                                     |       |             |                                                                                      |
| 27 september 2006 | Jamaica                             | 4 – 0 | Saint Lucia | National Stadium Kingston, Jamaica Toeschouwers: 4.000 Scheidsrechter: Atilio Tamayo |
| 27 september 2006 | Smith 3' Lamey 22' 36' Phillips 30' |       |             | National Stadium Kingston, Jamaica Toeschouwers: 4.000 Scheidsrechter: Atilio Tamayo |

|                   |                     |       |                                                             |                                    |
| 29 september 2006 | Saint Lucia         | 1 – 7 | Haïti                                                       | National Stadium Kingston, Jamaica |
| 29 september 2006 | Valcin 90+3' (pen.) |       | Jamil 4' 13' Fritzson 17' 82' Chery 42' Noël 63' Mayard 80' | National Stadium Kingston, Jamaica |

|                   |          |       |                                |                                    |
| 29 september 2006 | Jamaica  | 1 – 2 | Saint Vincent en de Grenadines | National Stadium Kingston, Jamaica |
| 29 september 2006 | Dean 73' |       | John 49' Velox 70'             | National Stadium Kingston, Jamaica |

|                |                                                              |       |             |                                                                                      |
| 1 oktober 2006 | Saint Vincent en de Grenadines                               | 8 – 0 | Saint Lucia | National Stadium Kingston, Jamaica Toeschouwers: 3.000 Scheidsrechter: Atilio Tamayo |
| 1 oktober 2006 | Douglas 11' Samuel 25' 42' 56' 76' 90+3' John 52' Haynes 84' |       |             | National Stadium Kingston, Jamaica Toeschouwers: 3.000 Scheidsrechter: Atilio Tamayo |

|                |                      |       |       |                                                                                    |
| 1 oktober 2006 | Jamaica              | 2 – 0 | Haïti | National Stadium Kingston, Jamaica Toeschouwers: 3.000 Scheidsrechter: Neal Brizan |
| 1 oktober 2006 | Smith 9' Dawkins 31' |       |       | National Stadium Kingston, Jamaica Toeschouwers: 3.000 Scheidsrechter: Neal Brizan |

### Groep E
| Team                     | Pts | Pld | W | D | L | GF | GA | GD  |
| ------------------------ | --- | --- | - | - | - | -- | -- | --- |
| Cuba                     | 9   | 3   | 3 | 0 | 0 | 19 | 0  | +19 |
| Bahama's                 | 6   | 3   | 2 | 0 | 1 | 6  | 9  | −3  |
| Turks- en Caicoseilanden | 3   | 3   | 1 | 0 | 2 | 4  | 9  | −5  |
| Kaaimaneilanden          | 0   | 3   | 0 | 0 | 3 | 1  | 12 | −11 |

|                  |                                           |       |                 |                                                                   |
| 2 september 2006 | Bahama's                                  | 3 – 1 | Kaaimaneilanden | Estadio Pedro Marrero Havana, Cuba Scheidsrechter: Victor Stewart |
| 2 september 2006 | Rivers 6' (o.g.) Moseley 35' Thompson 80' |       | Whittaker 76'   | Estadio Pedro Marrero Havana, Cuba Scheidsrechter: Victor Stewart |

|                  |                                                         |       |                          |                                                                      |
| 2 september 2006 | Cuba                                                    | 6 – 0 | Turks- en Caicoseilanden | Estadio Pedro Marrero Havana, Cuba Scheidsrechter: Courtney Campbell |
| 2 september 2006 | Alonso 5' Arencibia 19' Alcántara 20' 60' 75' Ocaña 86' |       |                          | Estadio Pedro Marrero Havana, Cuba Scheidsrechter: Courtney Campbell |

|                  |                 |                          |                          |                                                                                      |
| 4 september 2006 | Kaaimaneilanden | 0 – 2                    | Turks- en Caicoseilanden | Estadio Pedro Marrero Havana, Cuba Toeschouwers: 100 Scheidsrechter: Howard Stennett |
| 4 september 2006 |                 | Glinton 14' Fleuriot 72' |                          | Estadio Pedro Marrero Havana, Cuba Toeschouwers: 100 Scheidsrechter: Howard Stennett |

|                  |                                                                |       |          |                                                                                        |
| 4 september 2006 | Cuba                                                           | 6 – 0 | Bahama's | Estadio Pedro Marrero Havana, Cuba Toeschouwers: 100 Scheidsrechter: Peter Prendergast |
| 4 september 2006 | Alcántara 22' 50' 63' Colomé 30' (pen.) Ocaña 40' Martínez 42' |       |          | Estadio Pedro Marrero Havana, Cuba Toeschouwers: 100 Scheidsrechter: Peter Prendergast |

|                  |                          |       |                               |                                                                                        |
| 6 september 2006 | Turks- en Caicoseilanden | 2 – 3 | Bahama's                      | Estadio Pedro Marrero Havana, Cuba Toeschouwers: 120 Scheidsrechter: Courtney Campbell |
| 6 september 2006 | Glinton 51' 72'          |       | Nassies 59' Hall 63' Jean 87' | Estadio Pedro Marrero Havana, Cuba Toeschouwers: 120 Scheidsrechter: Courtney Campbell |

|                  |                                                                        |       |                 |                                                                                     |
| 6 september 2006 | Cuba                                                                   | 7 – 0 | Kaaimaneilanden | Estadio Pedro Marrero Havana, Cuba Toeschouwers: 120 Scheidsrechter: Victor Stewart |
| 6 september 2006 | Alcántara 6' Ocaña 10' 34' Ariel Martinez 44' 57' Colomé 80' Muñoz 83' |       |                 | Estadio Pedro Marrero Havana, Cuba Toeschouwers: 120 Scheidsrechter: Victor Stewart |

### Groep F
| Team         | Pts | Pld | W | D | L | GF | GA | GD |
| ------------ | --- | --- | - | - | - | -- | -- | -- |
| Guadeloupe   | 9   | 3   | 3 | 0 | 0 | 6  | 0  | +6 |
| Martinique   | 6   | 3   | 2 | 0 | 1 | 5  | 4  | +1 |
| Sint-Maarten | 1   | 3   | 0 | 1 | 2 | 0  | 2  | −2 |
| Dominica     | 1   | 3   | 0 | 1 | 2 | 0  | 5  | −5 |

|                   |               |       |              | |
| 20 september 2006 | Guadeloupe    | 1 – 0 | Sint-Maarten | Stade René Serge Nabajoth Pointe-à-Pitre, Guadeloupe Toeschouwers: 1500 Scheidsrechter: Martin Charles |
| 20 september 2006 | Lambourde 75' |       |              | Stade René Serge Nabajoth Pointe-à-Pitre, Guadeloupe Toeschouwers: 1500 Scheidsrechter: Martin Charles |

|                   |          |                                                               |            | |
| 20 september 2006 | Dominica | 0 – 4                                                         | Martinique | Stade René Serge Nabajoth Pointe-à-Pitre, Guadeloupe Toeschouwers: 1000 Scheidsrechter: Francis Fanus |
| 20 september 2006 |          | Meslien 23' (pen.) Du Fornier 43' Sourava 63' Saint Louis 85' |            | Stade René Serge Nabajoth Pointe-à-Pitre, Guadeloupe Toeschouwers: 1000 Scheidsrechter: Francis Fanus |

|                   |            |       |              | |
| 22 september 2006 | Martinique | 1 – 0 | Sint-Maarten | Stade René Serge Nabajoth Pointe-à-Pitre, Guadeloupe Toeschouwers: 1200 Scheidsrechter: Gilles Arthur |
| 22 september 2006 | Vaton 18'  |       |              | Stade René Serge Nabajoth Pointe-à-Pitre, Guadeloupe Toeschouwers: 1200 Scheidsrechter: Gilles Arthur |

|                   |            |       |          | |
| 22 september 2006 | Guadeloupe | 1 – 0 | Dominica | Stade René Serge Nabajoth Pointe-à-Pitre, Guadeloupe Toeschouwers: 1100 Scheidsrechter: Brian Willet |
| 22 september 2006 | Mocka 88'  |       |          | Stade René Serge Nabajoth Pointe-à-Pitre, Guadeloupe Toeschouwers: 1100 Scheidsrechter: Brian Willet |

|                   |          |       |              | |
| 24 september 2006 | Dominica | 0 – 0 | Sint-Maarten | Stade René Serge Nabajoth Pointe-à-Pitre, Guadeloupe Toeschouwers: 500 Scheidsrechter: Brian Willet |
| 24 september 2006 |          |       |              | Stade René Serge Nabajoth Pointe-à-Pitre, Guadeloupe Toeschouwers: 500 Scheidsrechter: Brian Willet |

|                   |                                    |       |            | |
| 24 september 2006 | Guadeloupe                         | 4 – 0 | Martinique | Stade René Serge Nabajoth Pointe-à-Pitre, Guadeloupe Toeschouwers: 2.500 Scheidsrechter: Charles Martin |
| 24 september 2006 | Gotin 27' 60' Vertot 54' Mocka 80' |       |            | Stade René Serge Nabajoth Pointe-à-Pitre, Guadeloupe Toeschouwers: 2.500 Scheidsrechter: Charles Martin |

## Kwalificatie – Tweede Groepsfase

### Groep G
| Team                           | Pts | Pld | W | D | L | GF | GA | GD |
| ------------------------------ | --- | --- | - | - | - | -- | -- | -- |
| Barbados                       | 7   | 3   | 2 | 1 | 0 | 6  | 2  | +4 |
| Saint Vincent en de Grenadines | 6   | 3   | 2 | 0 | 1 | 6  | 5  | +1 |
| Bermuda                        | 4   | 3   | 1 | 1 | 1 | 5  | 4  | +1 |
| Bahama's                       | 0   | 3   | 0 | 0 | 3 | 3  | 9  | −6 |

|                  |         |                                         |                                |                                                |
| 19 november 2006 | Bermuda | 0 – 3                                   | Saint Vincent en de Grenadines | Barbados National Stadium Bridgetown, Barbados |
| 19 november 2006 |         | Marlon James 58' Shandel Samuel 68' 77' |                                | Barbados National Stadium Bridgetown, Barbados |

|                  |                                     |       |                       |                                                |
| 19 november 2006 | Barbados                            | 2 – 1 | Bahama's              | Barbados National Stadium Bridgetown, Barbados |
| 19 november 2006 | Norman Forde 38' Kenroy Skinner 44' |       | Nesly Jean 76' (pen.) | Barbados National Stadium Bridgetown, Barbados |

|                  |          |                                                          |         |                                                |
| 21 november 2006 | Bahama's | 0 – 4                                                    | Bermuda | Barbados National Stadium Bridgetown, Barbados |
| 21 november 2006 |          | Khano Smith 6' 28' John Barry Nusum 11' Kwame Steede 87' |         | Barbados National Stadium Bridgetown, Barbados |

|                  |                                                 |       |                                |                                                |
| 21 november 2006 | Barbados                                        | 3 – 0 | Saint Vincent en de Grenadines | Barbados National Stadium Bridgetown, Barbados |
| 21 november 2006 | Dyson James 16' Norman Forde 34' Paul Ifill 60' |       |                                | Barbados National Stadium Bridgetown, Barbados |

|                  |                                         |       |                                           |                                                |
| 23 november 2006 | Bahama's                                | 2 – 3 | Saint Vincent en de Grenadines            | Barbados National Stadium Bridgetown, Barbados |
| 23 november 2006 | Gavin Christie 55' Jonathon Moseley 65' |       | Shandel Samuel 56' 61' Wesley Charles 80' | Barbados National Stadium Bridgetown, Barbados |

|                  |               |       |                      |                                                |
| 23 november 2006 | Barbados      | 1 – 1 | Bermuda              | Barbados National Stadium Bridgetown, Barbados |
| 23 november 2006 | Paul Ifill 4' |       | John Barry Nusum 42' | Barbados National Stadium Bridgetown, Barbados |

### Groep H
| Team                   | Pts | Pld | W | D | L | GF | GA | GD  |
| ---------------------- | --- | --- | - | - | - | -- | -- | --- |
| Guyana                 | 9   | 3   | 3 | 0 | 0 | 13 | 2  | +11 |
| Guadeloupe             | 6   | 3   | 2 | 0 | 1 | 8  | 4  | +4  |
| Dominicaanse Republiek | 3   | 3   | 1 | 0 | 2 | 2  | 7  | −5  |
| Antigua en Barbuda     | 0   | 3   | 0 | 0 | 3 | 1  | 11 | −10 |

|                  |                        |                                 |            |                                                              |
| 24 november 2006 | Dominicaanse Republiek | 0 – 3                           | Guadeloupe | Bourda Cricket Ground Georgetown, Guyana Toeschouwers: 5.000 |
| 24 november 2006 |                        | Angloma 85' Mocka 88' Phaan 90' |            | Bourda Cricket Ground Georgetown, Guyana Toeschouwers: 5.000 |

|                  |                                                              |       |                    |                                                              |
| 24 november 2006 | Guyana                                                       | 6 – 0 | Antigua en Barbuda | Bourda Cricket Ground Georgetown, Guyana Toeschouwers: 5.000 |
| 24 november 2006 | Richardson 3' 12' Jerome 35' 54' Codrington 75' McKinnon 76' |       |                    | Bourda Cricket Ground Georgetown, Guyana Toeschouwers: 5.000 |

|                  |                                 |       |                    |                                                              |
| 26 november 2006 | Dominicaanse Republiek          | 2 – 0 | Antigua en Barbuda | Bourda Cricket Ground Georgetown, Guyana Toeschouwers: 5.000 |
| 26 november 2006 | Severino 70' (pen.) Batista 81' |       |                    | Bourda Cricket Ground Georgetown, Guyana Toeschouwers: 5.000 |

|                  |                                   |       |               |                                                              |
| 26 november 2006 | Guyana                            | 3 – 2 | Guadeloupe    | Bourda Cricket Ground Georgetown, Guyana Toeschouwers: 5.000 |
| 26 november 2006 | Codrington 22' 68' Richardson 25' |       | Mocka 60' 86' | Bourda Cricket Ground Georgetown, Guyana Toeschouwers: 5.000 |

|                  |                    |       |                              |                                                              |
| 28 november 2006 | Antigua en Barbuda | 1 – 3 | Guadeloupe                   | Bourda Cricket Ground Georgetown, Guyana Toeschouwers: 4.000 |
| 28 november 2006 | Constant 45'       |       | Gavarin 1' 72' Lambourde 31' | Bourda Cricket Ground Georgetown, Guyana Toeschouwers: 4.000 |

|                  |                                                              |       |                        |                                                              |
| 28 november 2006 | Guyana                                                       | 4 – 0 | Dominicaanse Republiek | Bourda Cricket Ground Georgetown, Guyana Toeschouwers: 4.000 |
| 28 november 2006 | Richardson 45' Jerome 50' Codrington 57' (pen.) Hercules 80' |       |                        | Bourda Cricket Ground Georgetown, Guyana Toeschouwers: 4.000 |

### Groep I
| Team       | Pts | Pld | W | D | L | GF | GA | GD |
| ---------- | --- | --- | - | - | - | -- | -- | -- |
| Cuba       | 7   | 3   | 2 | 1 | 0 | 5  | 2  | +3 |
| Martinique | 7   | 3   | 2 | 1 | 0 | 2  | 0  | +2 |
| Haïti      | 1   | 3   | 0 | 1 | 2 | 2  | 4  | −2 |
| Suriname   | 1   | 3   | 0 | 1 | 2 | 2  | 5  | −3 |

|                 |                           |       |                                           | |
| 8 november 2006 | Haïti                     | 1 – 2 | Cuba                                      | Stade d'Honneur de Dillon Fort-de-France, Martinique Toeschouwers: 2.500 Scheidsrechter: Victor Stewart |
| 8 november 2006 | Jean Baptiste Fritzon 87' |       | Jenier Marquez Molina 20' Lester More 77' | Stade d'Honneur de Dillon Fort-de-France, Martinique Toeschouwers: 2.500 Scheidsrechter: Victor Stewart |

|                 |                    |       |          | |
| 8 november 2006 | Martinique         | 1 – 0 | Suriname | Stade d'Honneur de Dillon Fort-de-France, Martinique Toeschouwers: 2.500 Scheidsrechter: Royon Small |
| 8 november 2006 | Rodrigue Audel 61' |       |          | Stade d'Honneur de Dillon Fort-de-France, Martinique Toeschouwers: 2.500 Scheidsrechter: Royon Small |

|                  |                                                   |       |                   | |
| 10 november 2006 | Cuba                                              | 3 – 1 | Suriname          | Stade d'Honneur de Dillon Fort-de-France, Martinique Toeschouwers: 3.200 Scheidsrechter: Howard Stennett |
| 10 november 2006 | Yordinas Oropesa 4' 27' Jaime Valencia 40' (pen.) |       | Sergio Aroepa 90' | Stade d'Honneur de Dillon Fort-de-France, Martinique Toeschouwers: 3.200 Scheidsrechter: Howard Stennett |

|                  |                  |       |       | |
| 10 november 2006 | Martinique       | 1 – 0 | Haïti | Stade d'Honneur de Dillon Fort-de-France, Martinique Toeschouwers: 3.200 Scheidsrechter: Timothy H. Wood |
| 10 november 2006 | Xavier Bullet 3' |       |       | Stade d'Honneur de Dillon Fort-de-France, Martinique Toeschouwers: 3.200 Scheidsrechter: Timothy H. Wood |

|                  |                               |       |                              |                                                      |
| 12 november 2006 | Haïti                         | 1 – 1 | Suriname                     | Stade d'Honneur de Dillon Fort-de-France, Martinique |
| 12 november 2006 | John Jacques Jamil 78' (pen.) |       | Vangellino Sastrodimedjo 75' | Stade d'Honneur de Dillon Fort-de-France, Martinique |

|                  |            |       |      |                                                      |
| 12 november 2006 | Martinique | 0 – 0 | Cuba | Stade d'Honneur de Dillon Fort-de-France, Martinique |
| 12 november 2006 |            |       |      | Stade d'Honneur de Dillon Fort-de-France, Martinique |

### Playoff
Dominicaanse Republiek trok zich terug,  Haïti en  Bermuda speelde een playoff om uit te maken wie er naar het hoofdtoernooi mocht. 
|                |                                     |       |         |                                             |
| 7 januari 2007 | Haïti                               | 2 – 0 | Bermuda | Ato Boldon Stadium Couva, Trinidad & Tobago |
| 7 januari 2007 | Éliphène Cadet 9' Roody Lormera 72' |       |         | Ato Boldon Stadium Couva, Trinidad & Tobago |

|                |         |                                                  |       |                                             |
| 9 januari 2007 | Bermuda | 0 – 3                                            | Haïti | Ato Boldon Stadium Couva, Trinidad & Tobago |
| 9 januari 2007 |         | Éliphène Cadet 25' 90+2' Alexandre Boucicaut 63' |       | Ato Boldon Stadium Couva, Trinidad & Tobago |

## Gekwalificeerde landen
| Ploeg                          | Kwalificatie | Aantal deelnames | Beste prestatie |
| ------------------------------ | ------------ | ---------------- | --------------- |
| Trinidad en Tobago             | Gastland     | 14               | Winnaar         |
| Barbados                       | 1e Groep G   | 6                | Groepsfase      |
| Saint Vincent en de Grenadines | 2e Groep G   | 7                | Tweede          |
| Guyana                         | 1e Groep H   | 2                | Vierde          |
| Guadeloupe                     | 2e Groep H   | 5                | Derde           |
| Cuba                           | 1e Groep I   | 7                | Tweede          |
| Martinique                     | 1e Groep H   | 10               | Winnaar         |
| Haïti                          | Playoff      | 6                | Tweede          |

## Stadions
| Port of Spain                              | · Port of Spain Speellocatie |
| Manny Ramjohn Stadium                      | · Port of Spain Speellocatie |
| Hasely Crawford Stadium Capaciteit: 20.000 | · Port of Spain Speellocatie |
|                                            | · Port of Spain Speellocatie |

## Groepsfase

### Sedley Joseph Groep
| Team               | Pts | Pld | W | D | L | GF | GA | GD |
| ------------------ | --- | --- | - | - | - | -- | -- | -- |
| Trinidad en Tobago | 7   | 3   | 2 | 1 | 0 | 9  | 3  | +6 |
| Haïti              | 6   | 3   | 2 | 0 | 1 | 4  | 3  | +1 |
| Martinique         | 3   | 3   | 1 | 0 | 2 | 4  | 8  | −4 |
| Barbados           | 1   | 3   | 0 | 1 | 2 | 3  | 6  | −3 |

|                 |                    |       |                 |                                                                              |
| 12 januari 2007 | Trinidad en Tobago | 1 – 1 | Barbados        | Hasely Crawford Stadium Port of Spain, Trinidad & Tobago Toeschouwers: 8,000 |
| 12 januari 2007 | Gary Glasgow 31'   |       | Neil Harvey 66' | Hasely Crawford Stadium Port of Spain, Trinidad & Tobago Toeschouwers: 8,000 |

|                 |                   |       |            | |
| 12 januari 2007 | Haïti             | 1 – 0 | Martinique | Hasely Crawford Stadium Port of Spain, Trinidad & Tobago Toeschouwers: 8,000 Scheidsrechter: Courtney Campbell |
| 12 januari 2007 | Brunel Fucien 12' |       |            | Hasely Crawford Stadium Port of Spain, Trinidad & Tobago Toeschouwers: 8,000 Scheidsrechter: Courtney Campbell |

|                 |                                             |       |          |                                                          |
| 15 januari 2007 | Haïti                                       | 2 – 0 | Barbados | Hasely Crawford Stadium Port of Spain, Trinidad & Tobago |
| 15 januari 2007 | Alexandre Boucicaut 54' Roody Lormera 90+1' |       |          | Hasely Crawford Stadium Port of Spain, Trinidad & Tobago |

|                 |                                                                      |       |                   |                                                          |
| 15 januari 2007 | Trinidad en Tobago                                                   | 5 – 1 | Martinique        | Hasely Crawford Stadium Port of Spain, Trinidad & Tobago |
| 15 januari 2007 | Darryl Roberts 3' Kerry Baptiste 36' 75' (pen.) Gary Glasgow 47' 83' |       | Xavier Bullet 16' | Hasely Crawford Stadium Port of Spain, Trinidad & Tobago |

|                 |                                  |       |                                                        | |
| 17 januari 2007 | Barbados                         | 2 – 3 | Martinique                                             | Hasely Crawford Stadium Port of Spain, Trinidad & Tobago Toeschouwers: 8.500 Scheidsrechter: Javier Jauregua |
| 17 januari 2007 | Neil Harvey 27' Louie Soares 42' |       | Patrick Percin 8' Johan Clementia 19' Gael Germany 32' | Hasely Crawford Stadium Port of Spain, Trinidad & Tobago Toeschouwers: 8.500 Scheidsrechter: Javier Jauregua |

|                 |                                        |       |                   | |
| 17 januari 2007 | Trinidad en Tobago                     | 3 – 1 | Haïti             | Hasely Crawford Stadium Port of Spain, Trinidad & Tobago Toeschouwers: 8.500 Scheidsrechter: Courtney Campbell |
| 17 januari 2007 | Kerwin Jemmot 14' Gary Glasgow 66' 85' |       | Brunel Fucien 54' | Hasely Crawford Stadium Port of Spain, Trinidad & Tobago Toeschouwers: 8.500 Scheidsrechter: Courtney Campbell |

### Bobby Sookram Groep
| Team                           | Pts | Pld | W | D | L | GF | GA | GD |
| ------------------------------ | --- | --- | - | - | - | -- | -- | -- |
| Guadeloupe                     | 6   | 3   | 2 | 0 | 1 | 6  | 5  | +1 |
| Cuba                           | 4   | 3   | 1 | 1 | 1 | 4  | 2  | +2 |
| Guyana                         | 4   | 3   | 1 | 1 | 1 | 4  | 5  | −1 |
| Saint Vincent en de Grenadines | 3   | 3   | 1 | 0 | 2 | 2  | 4  | −2 |

|                 |                    |       |                                        |                                                      |
| 14 januari 2007 | Cuba               | 1 – 2 | Guadeloupe                             | Manny Ramjohnstadion San Fernando, Trinidad & Tobago |
| 14 januari 2007 | Osvaldo Alonso 68' |       | Steve Bizacene 29' Jocelyn Angloma 85' | Manny Ramjohnstadion San Fernando, Trinidad & Tobago |

|                 |        |                                  |                                |                                                      |
| 14 januari 2007 | Guyana | 0 – 2                            | Saint Vincent en de Grenadines | Manny Ramjohnstadion San Fernando, Trinidad & Tobago |
| 14 januari 2007 |        | Shandel Samuel 4' Sean Glynn 86' |                                | Manny Ramjohnstadion San Fernando, Trinidad & Tobago |

|                 |                                                                       |       |                                                            |                                                      |
| 16 januari 2007 | Guadeloupe                                                            | 3 – 4 | Guyana                                                     | Manny Ramjohnstadion San Fernando, Trinidad & Tobago |
| 16 januari 2007 | Wilfrid Loizeau 45+2' Jean-Luc Lambourde 54' Fabien Raddas 87' (pen.) |       | Nigel Codrington 23' (pen.) 59' (pen.) 81' Howard Lowe 65' | Manny Ramjohnstadion San Fernando, Trinidad & Tobago |

|                 |                                       |       |                                |                                                      |
| 16 januari 2007 | Cuba                                  | 3 – 0 | Saint Vincent en de Grenadines | Manny Ramjohnstadion San Fernando, Trinidad & Tobago |
| 16 januari 2007 | Lester More 26' 58' Leonel Duarte 89' |       |                                | Manny Ramjohnstadion San Fernando, Trinidad & Tobago |

|                 |      |       |        |                                                      |
| 18 januari 2007 | Cuba | 0 – 0 | Guyana | Manny Ramjohnstadion San Fernando, Trinidad & Tobago |
| 18 januari 2007 |      |       |        | Manny Ramjohnstadion San Fernando, Trinidad & Tobago |

|                 |                                |                     |            |                                                      |
| 18 januari 2007 | Saint Vincent en de Grenadines | 0 – 1               | Guadeloupe | Manny Ramjohnstadion San Fernando, Trinidad & Tobago |
| 18 januari 2007 |                                | Dominique Mocka 14' |            | Manny Ramjohnstadion San Fernando, Trinidad & Tobago |

## Knock-outfase
|  | halve finale               | halve finale               |   |                            | finale                     | finale |
|  |                            |                            |   |                            |                            |        |
|  | 20 januari – Port of Spain |                            |   |                            |                            |        |
|  | Guadeloupe                 | 1                          |   |                            |                            |        |
|  | Haïti                      | 3                          |   |                            |                            |        |
|  |                            |                            |   |                            |                            |        |
|  |                            |                            |   |                            | 23 januari – Port of Spain |        |
|  |                            |                            |   |                            | Haïti                      | 2      |
|  |                            | Trinidad en Tobago         | 1 |                            |                            |        |
|  |                            |                            |   |                            |                            |        |
|  |                            |                            |   |                            | derde plaats               |        |
|  | 20 januari – Port of Spain | 20 januari – Port of Spain |   | 23 januari – Port of Spain | 23 januari – Port of Spain |        |
|  | Trinidad en Tobago         | 3                          |   | Guadeloupe                 | 1                          |        |
|  | Cuba                       | 1                          |   |                            | Cuba                       | 2      |

### Halve finale
|                 |                        |       |                                                                |                                                                                         |
| 20 januari 2007 | Guadeloupe             | 1 – 3 | Haïti                                                          | Hasely Crawford Stadium Port of Spain, Trinidad & Tobago Scheidsrechter: Roberto Moreno |
| 20 januari 2007 | Jean-Luc Lambourde 83' |       | Éliphéne Cadet 56' Brunel Fucien 66' Jean Baptiste Fritzon 76' | Hasely Crawford Stadium Port of Spain, Trinidad & Tobago Scheidsrechter: Roberto Moreno |

|                 |                                                              |       |                   |                                                          |
| 20 januari 2007 | Trinidad en Tobago                                           | 3 – 1 | Cuba              | Hasely Crawford Stadium Port of Spain, Trinidad & Tobago |
| 20 januari 2007 | Jenier Molina 41' (og) Gary Glasgow 57' Densill Theobald 73' |       | Leonel Duarte 76' | Hasely Crawford Stadium Port of Spain, Trinidad & Tobago |

### Troostfinale
|                 |                         |       |                   |                                                                                      |
| 23 januari 2007 | Cuba                    | 2 – 1 | Guadeloupe        | Hasely Crawford Stadium Port of Spain, Trinidad & Tobago Scheidsrechter: Neal Brizan |
| 23 januari 2007 | Alain Cervantes 24' 48' |       | Fabian Raddas 52' | Hasely Crawford Stadium Port of Spain, Trinidad & Tobago Scheidsrechter: Neal Brizan |

### Finale
|                 |                    |       |                                           |                                                                                         |
| 23 januari 2007 | Trinidad en Tobago | 1 – 2 | Haïti                                     | Hasely Crawford Stadium Port of Spain, Trinidad & Tobago Scheidsrechter: Roberto Moreno |
| 23 januari 2007 | Nigel Daniel 66'   |       | Alexandre Boucicaut 23' Brunel Fucien 52' | Hasely Crawford Stadium Port of Spain, Trinidad & Tobago Scheidsrechter: Roberto Moreno |

| Kampioen Caribbean Cup 2007 |
| --------------------------- |
|                             |
| HAÏTI 1e titel              |

Geplaatst voor de CONCACAF Gold Cup 2007
- Haïti
- Trinidad en Tobago
- Cuba
- Guadeloupe